# فرسودگی لحیم
فرسودگی لحیم نوعی تخریب مکانیکی لحیم به دلیل تغییر شکل تحت بارگذاری دوره‌ای است. این اتفاق اغلب در سطح تنش زیر تنش تسلیم لحیم در اثر نوسانات مکرر دما، ارتعاش‌های مکانیکی یا بارهای مکانیکی رخ می‌دهد. فنون ارزیابی رفتار فرسودگی لحیم شامل روش اجزاء محدود و معادله فرم بسته نیمه-تحلیلی است.

## بررسی اجمالی
لحیم یک آلیاژ فلزی است که برای تشکیل اتصالات الکتریکی، حرارتی و مکانیکی بین بستر قطعات و برد مدار چاپی (PCB) در یک مونتاژ الکترونیکی مورد استفاده قرار می‌گیرد. اگرچه سایر اشکال بارگذاری دوره‌ای به دلیل فرسودگی لحیم شناخته شده‌است، اما تخمین زده شده‌است که بیشترین میزان خرابی‌های الکترونیکی به دلیل تغییرات سیکلی دما از لحاظ گرما مکانیکی ایجاد می‌شوند. تحت تغییرات سیکلی حرارتی، تنش‌ها در لحیم به دلیل نامتناسبی‌های ضریب انبساط حرارتی (CTE) ایجاد می‌شوند. این امر باعث می‌شود که اتصالات لحیم تغییر شکلی غیرقابل بازگشت را از طریق خزش و موم‌سانی که تجمع یافته و منجر به تخریب و شکستگی نهایی می‌شود، تجربه می‌کنند.
از نظر تاریخی، لحیم‌های قلع-سرب، آلیاژهای متداول مورد استفاده در صنعت الکترونیک بودند؛ اگرچه آنها هنوز در صنایع و کاربردها مورد استفاده قرار می‌گیرند، به دلیل الزامات نظارتی RoHS، لحیم‌های بدون سرب به‌طور قابل توجهی محبوب‌تر شده‌اند. این روند جدید، نیاز به درک رفتار لحیم‌های بدون سرب را افزایش می‌دهد.
برای توصیف رفتار فرسودگی خزش آلیاژهای مختلف لحیم و توسعه مدل‌های پیش‌بینی آسیب‌های زندگی با استفاده از رویکرد فیزیک خرابی کار زیادی انجام شده‌است. این مدل‌ها اغلب هنگام تلاش برای ارزیابی قابلیت اطمینان اتصالات لحیم استفاده می‌شوند. عمر فرسودگی مفصل لحیم به عوامل مختلفی از جمله: نوع آلیاژ و ریزساختار حاصل از آن، هندسه فصل مشترک، خصوصیات ماده مؤلفه، خواص مواد بستر PCB، شرایط بارگیری و شرایط مرزی مونتاژ و… بستگی دارد.

## فرسودگی لحیم مکانیکی
در طول عمر عملیاتی یک محصول به دلیل اتلاف قدرت در اجزای سازنده، دچار نوسانات دما از گشت و گذار در دمای ویژه و گرمایش خود می‌شود. عدم مطابقت جهانی و محلی نامتناسبی‌های ضریب انبساط حرارتی (CTE) بین اجزا، عناصر سرب، بستر PCB و تأثیرات سطح سیستم، تنش‌هایی بین رابط‌ها (به عنوان مثال اتصالات لحیم) ایجاد می‌کند. تغییرات دمایی مکرر در نهایت منجر به فرسودگی حرارتی می‌شود.
ویژگی‌های تغییر شکل آلیاژهای مختلف لحیم را می‌توان در مقیاس میکرو به تفاوت در ترکیب و در نتیجه ساختار نسبت داد. تفاوت ترکیبی منجر به تغییرات در فاز(ها)، اندازه دانه، و میانفلزی می‌شود. این قابلیت روی مکانیزم‌های تغییر شکل مانند حرکت نابجایی، نفوذ و لغزش مرز دانه‌ها تأثیر گذار خواهد بود. در طی سیکل‌های حرارتی، ریزساختار لحیم (دانه‌ها / فازها) در اثر اتلاف انرژی از مفصل، درشت می‌شوند. این اتفاق در نهایت منجربه ایجاد ترک و انتشار آن می‌شود که می‌تواند به عنوان آسیب فرسودگی انباشته شده شناخته شود.
رفتار توده‌ای حاصل از لحیم به عنوان ویسکوپلاستیک (به عنوان مثال دگردیسی ناکشسانی وابسته به نرخ)، با حساسیت به دمای بالا توصیف می‌شود. بیشتر لحیم‌ها در طول عمر عملیاتی خود در معرض دما در نزدیکی دمای ذوب (دمای همولوگ زیاد) قرار دارند که این باعث می‌شود آنها نسبت به خزش قابل توجهی حساس شوند. چندین مدل سازنده برای ضبط ویژگی‌های خزش لحیم سرب و سرب ایجاد شده‌است؛ که رفتار خزش را می‌توان در سه مرحله توصیف کرد: خزش اولیه، ثانویه و سوم. هنگام مدل کردن لحیم، خزش ثانویه که به آن حالت خزش پایدار (سرعت کرنش ثابت) نیز گفته می‌شود، اغلب منطقه مورد علاقه برای توصیف رفتار لحیم در الکترونیک است. بعضی از مدل‌ها خزش اولیه را نیز در بر می‌گیرند. دو مورد از محبوب‌ترین این مدل‌ها، سینوس هایپربولیک هستند که توسط گاروفالو و آناند برای توصیف خزش در حالت پایدار لحیم ایجاد شده‌اند. این پارامترهای مدل اغلب به عنوان ورودی در شبیه‌سازی آنالیز اجزا محدود قرار داده می‌شوند تا به درستی رفتار لحیم نسبت به بارگذاری را مشخص کنند.

## مدل‌های فرسودگی
این مدل‌ها از یک پارامتر فیزیکی که یک اندازه‌گیری مهم در فرایند مکانیزم آسیب است (یعنی دامنه کرنش غیر الکتریکی یا چگالی انرژی کرنش پراکنده)، یک روش مبتنی بر فیزیک از شکست با استفاده از یک پارامتر فیزیکی از شکست استفاده می‌کنند. رابطه بین این پارامتر فیزیکی و سیکل‌ها با شکست به‌طور معمول یک قانون قدرت یا رابطه قانون اصلاح شده قدرت با ثابت‌های مدل وابسته به مواد را در بر می‌گیرد. این ثابت‌های مدل از آزمایش‌های تجربی و شبیه‌سازی برای آلیاژهای مختلف لحیم بدست می‌آیند. برای حالت‌های بارگذاری پیچیده، قانون محاسبه آسیب خطی ماینر برای محاسبه آسیب انباشته شده استفاده می‌شود.

### مدل کافین-مانسون
کافین-مانسون تعمیم یافته محدوده کرنش الاستیک و پلاستیک را با درج معادله باسکین در نظر می‌گیرد:
{\displaystyle {\frac {\Delta \epsilon }{2}}={\frac {\sigma _{f}^{'}-\sigma _{m}}{E}}(2N_{f})^{b}+\epsilon _{f}^{'}(2N_{f})^{c}}
در اینجا Δε /۲ نشان دهنده محدوده کرنش سیکلی الاستیک - پلاستیک، E نشان دهنده مدول الاستیک، m σ نشان دهنده تنش میانگین و NF نشان دهنده تعداد سیکل‌های منجر به شکست است. متغیرهای باقیمانده، یعنی σ f، ε ' f، b و c ضرایب فرسودگی و ثابت‌های مدل کردن مواد هستند. مدل کافین-مانسون تعمیم یافته اثرات فرسودگی چرخه بالا (HCF) را در درجه اول به دلیل تغییر شکل الاستیک و فرسودگی سیکل پایین (LCF) در درجه اول به دلیل تغییر شکل پلاستیک می‌دهد.

### مدل انگلمایر
در دهه ۱۹۸۰، انگلمایر مدلی را ارائه داد، در رابطه با کار Wild, که برخی از محدودیت‌های مدل کافین-مانسون تعمیم یافته مانند اثرات فرکانس و دما را مرتفع می شاخت. الگوی او یک قانون قدرت مشابه دارد:
{\displaystyle N_{f}(50\%)={\frac {1}{2}}({\frac {\Delta \gamma }{2\epsilon '_{f}}})^{\frac {1}{c}}}
{\displaystyle c=-0.442-6\cdot 10^{-4}T_{s}+1.74\cdot 10^{-2}\ln(1+f)}
انگلمایر کرنش کل برشی (Δγ) را به تعداد سیکل‌های منجر به شکست (N F). ε، C و F که ثابت‌های مدل هستند و در آن c یک تابع از میانگین درجه حرارت در طول سیکل‌های حرارتی (T s) و فرکانس سیکل‌های حرارتی (f) است نسبت می‌دهد.
{\displaystyle \Delta \gamma =C({\frac {L_{D}}{h_{s}}})\Delta \alpha \Delta T}
Δγ می‌تواند به عنوان تابعی از فاصله از نقطه خنثی (LD) ارتفاع فصل مشترک لحیم (h sا)، ضریب انبساط حرارتی (Δ α) و تغییر دمای (Δ T) محاسبه می‌شود. در این حالت C یک ثابت مدل تجربی است.
این مدل در ابتدا برای دستگاه‌های بدون سرب با لحیم قلع-سرب پیشنهاد شده‌است. این مدل بعد از آن که توسط انگلمایر معرفی شده توسط دیگران اصلاح شده‌است تا پدیده‌های دیگری مانند اجزای سرب، زمان ساکن شدن سیکل‌های حرارتی و لحیم بدون سرب را به خود اختصاص دهد. در حالی که در ابتدا بهبود قابل توجهی نسبت به سایر تکنیک‌ها برای پیش‌بینی فرسودگی لحیم، مانند آزمایش و تبدیل شتاب ساده داشت در حال حاضر به‌طور کلی اذعان شده‌است که انگگلایر و سایر مدل‌هایی که بر اساس محدوده کرنش هستند، از صحت کافی برخوردار نیستند.

### مدل درویو
درویو مدلی ارائه داد که مربوط به مقدار حجم متوسط، وزن، چگالی کار غیرالکتریکی، تعداد سیکل‌های شروع ترک و میزان انتشار ترک به سیکل‌های مشخص تا شکست است.
{\displaystyle N_{0}=K_{1}\Delta W_{avg}^{K_{2}}}
{\displaystyle {\frac {da}{dN}}=K_{3}\Delta W_{avg}^{K_{4}}}
{\displaystyle N_{f}=N_{0}+{\frac {a}{da/dN}}=K_{1}\Delta W_{avg}^{K_{2}}+{\frac {a}{K_{3}\Delta W_{avg}^{K_{4}}}}}
در معادله اول N 0 تعداد سیکل‌ها برای شروع ترک را نشان می‌دهد، ∆W چگالی کار غیراستیک را نشان می‌دهد و K 1 و K 2 ثابت‌های مدل ماده هستند. در معادله دوم، da / DN نشان دهنده نرخ انتشار ترک، ΔW نشان دهنده چگالی کار غیر الاستیک و K 3 و K 4 ثابت‌های مدل ماده هستند. در این حالت سرعت انتشار ترک تقریباً ثابت است. Nf نشانگر چرخه‌های مشخص تا عدم موفقیت و طول مشخصه ترک را نشان می‌دهد. ثابت‌های مدل می‌توانند برای آلیاژهای لحیم مختلف با استفاده از ترکیبی از آزمایش تجربی و شبیه‌سازی آنالیز اجزای محدود (FEA) مناسب باشد.
مدل درویو توسط چندین منبع نسبتاً دقیق گزارش شده‌است. با این حال، با توجه به تخصص، پیچیدگی و منابع شبیه‌سازی مورد نیاز، استفاده از آن در وهله اول محدود به تولیدکنندگان قطعات است که بسته‌بندی قطعات را ارزیابی می‌کنند. مدل در مورد مدل‌سازی فرسودگی لحیم در سراسر مونتاژ مدار چاپی (PCB) پذیرفته نشده‌است و مشخص شده‌است که در پیش‌بینی اثرات سطح سیستم (سه محوری) بر فرسودگی لحیم نادرست است.

### مدل بلاتائو
مدل فرسودگی فصل مشترک لحیم فعلی که توسط اکثر تولیدکننده‌های تجهیزات اصل الکترونیکی در سراسر جهان ترجیح داده می‌شود، مدل Blattau است که در نرم‌افزار Sherlock Automated Analysis Design Design موجود است. مدل بلاتائو تکامل موثرتری از مدل‌های قبلی دارد که در بالا مورد بحث قرار گرفت. بلاتائو استفاده از انرژی کرنش ارائه شده توسط دراویو را شامل می‌شود، در حالی که از معادلات بسته استفاده شده بر اساس مکانیک کلاسیک برای محاسبه تنش و کرنش در اتصال لحیم استفاده می‌کند. نمونه ای از این محاسبات تنش / کرنش برای یک جزء تراشه ساده بدون سرب در معادله زیر نشان داده شده‌است:
{\displaystyle (\alpha _{1}-\alpha _{2})\cdot \Delta T\cdot L_{D}=F\cdot ({\frac {L_{D}}{E_{1}A_{1}}}+{\frac {L_{D}}{E_{2}A_{2}}}+{\frac {h_{S}}{A_{s}G_{s}}}+{\frac {h_{c}}{A_{c}G_{c}}}+({\frac {2-\nu }{9G_{b}a}}))}
در اینجا α یک CTE است، T دما، L D فاصله تا نقطه خنثی، E مدول الاستیک، A مساحت، h ضخامت، G مدول برشی و ν ضریب پواسون و a سول لبه پیوند مس است. اشتراک ۱ به جز، ۲ و b به تابلو اشاره دارد، و s به مفصل لحیم اشاره دارد. تنش برشی (∆τ) با تقسیم این نیروی محاسبه شده بر روی ناحیه مفصل لحیم مؤثر محاسبه می‌شود. انرژی کرنش با استفاده از محدوده کرنش برشی و تنش برشی از رابطه زیر محاسبه می‌شود:
{\displaystyle \Delta W={\frac {1}{2}}\Delta \gamma \Delta \tau }
این تقریباً حلقه هیسترزیس را از نظر شکل تقریباً یکدست می‌کند. بلاتائو با استفاده از این مقدار انرژی کرنشی در رابطه با مدل‌های توسعه یافته توسط سید مربوط به انرژی فشار از بین می‌رود به چرخه به شکست است.

### سایر مدل‌های فرسودگی
محدوده کرنش اضافی و مدل‌های مبتنی بر انرژی کرنش توسط چندین نفر دیگر ارائه شده‌اند.

## ارتعاش و فرسودگی مکانیکی سیکلی
در حالی که عنوان فرسودگی لحیم به اندازه فرسودگی ترمومکانیکی شایع نیست، اما فرسودگی ارتعاشی و فرسودگی مکانیکی سیکلی نیز باعث خرابی لحیم می‌شود. فرسودگی ارتعاشی معمولاً به عنوان فرسودگی ناشی از چرخه بالا (HCF) در نظر گرفته می‌شود و صدمات ناشی از تغییر شکل الاستیک و گاهی تغییر شکل پلاستیک است. این به تحریک ورودی برای هر دو ارتعاش هارمونیک و تصادفی بستگی دارد. استینبرگ یک مدل لرزش را برای پیش‌بینی زمان شکست بر اساس جابجایی صفحه محاسبه ایجاد کرد. این مدل مشخصات لرزش ورودی مانند چگالی طیف قدرت یا تاریخ زمان شتاب، فرکانس طبیعی کارت مدار و قابلیت انتقال را در نظر می‌گیرد. بلاتائو یک مدل اشتاینبرگ اصلاح شده است که از سویه‌های سطح تخته به جای جابجایی استفاده می‌کند و نسبت به انواع بسته‌بندی حساسیت دارد.
علاوه بر این، سیکل‌های مکانیکی هم‌دما با دمای پایین به‌طور معمول با ترکیبی از محدوده کرنش LCF و HCF یا مدل‌های انرژی کرنش مدل می‌شود. آلیاژ لحیم، هندسه مونتاژ و مواد، شرایط مرزی و شرایط بارگذاری تأثیر می‌گذارد که فرسودگی ناشی از آسیب الاستیک (HCF) یا پلاستیک (LCF) است. در دماهای پایین‌تر و سرعت کرنش سریعتر می‌توان خزش را به حداقل رساند و هرگونه آسیب غیر الاستیک را توسط پلاستیسیته به تعویق انداخت. چندین مدل تنش و کرنش انرژی در این نوع مورد استفاده شده‌است، مانند مدل کافین-مانسون تعمیم یافته. در این مورد، کار زیادی برای توصیف ثابت مدل‌های مختلف آسیب برای آلیاژهای مختلف انجام شده‌است.

## برای مطالعهٔ بیشتر
- https://code541.gsfc.nasa.gov/Uploads_materials_tips_PDFs/TIP٪20090R.pdf